# Phymateus bolivari
Phymateus bolivari är en insektsart som beskrevs av Kirby, W.F. 1910. Phymateus bolivari ingår i släktet Phymateus och familjen Pyrgomorphidae. Inga underarter finns listade i Catalogue of Life.